# Hippeastrum canterai
Hippeastrum canterai är en amaryllisväxtart som beskrevs av José Arechavaleta. Hippeastrum canterai ingår i släktet amaryllisar, och familjen amaryllisväxter.
Artens utbredningsområde är Uruguay. Inga underarter finns listade i Catalogue of Life.